# Joshua Amberger
Joshua (Josh) Amberger, né le 12 avril 1989 à Brisbane, est un triathlète professionnel australien, multiple vainqueur sur triathlon Ironman 70.3.

## Palmarès
Le tableau présente les résultats les plus significatifs (podium) obtenus sur le circuit international de triathlon depuis 2009,,.
| Année | Compétition                              | Pays           | Position          | Temps           |
| ----- | ---------------------------------------- | -------------- | ----------------- | --------------- |
| 2023  | Ironman 70.3 Langkawi                    | Malaisie       | Médaille d'or     | 3 h 50 min 47 s |
| 2022  | Ironman Australie                        | Australie      | Médaille d'argent | 8 h 26 min 13 s |
| 2022  | Ironman Mont Tremblant                   | Canada         | Médaille d'argent | 8 h 13 min 10 s |
| 2020  | Ironman 70.3 Geelong                     | Australie      | Médaille d'or     | 3 h 44 min 8 s  |
| 2019  | Ironman Vitoria-Gasteiz                  | Autriche       | Médaille d'argent | 8 h 6 min 55 s  |
| 2018  | Ironman 70.3 Suisse                      | Suisse         | Médaille d'or     | 3 h 49 min 46 s |
| 2018  | Ironman Afrique du Sud                   | Afrique du Sud | Médaille d'argent | 8 h 16 min 1 s  |
| 2017  | Championnat du monde longue distance ITU | Canada         | Médaille d'argent | 5 h 22 min 9 s  |
| 2017  | Ironman 70.3 Jönköping                   | Suède          | Médaille d'or     | 3 h 51 min 29 s |
| 2017  | Ironman Cairns                           | Australie      | Médaille d'or     | 8 h 2 min 17 s  |
| 2017  | Ironman 70.3 Calgary                     | Canada         | Médaille d'or     | 3 h 35 min 7 s  |
| 2016  | Ironman 70.3 Xiamen                      | Chine          | Médaille d'or     | 3 h 56 min 51 s |
| 2016  | Ironman 70.3 Buenos Aires                | Argentine      | Médaille d'or     | 3 h 45 min 33 s |
| 2014  | Ironman 70.3 Western Sydney              | Australie      | Médaille d'or     | 3 h 49 min 25 s |
| 2014  | Challenge Shepparton                     | Australie      | Médaille d'or     | 3 h 45 min 16 s |
| 2014  | Ironman 70.3 Port Macquarie              | Australie      | Médaille d'or     | 3 h 55 min 27 s |
| 2013  | Ironman 70.3 Port Macquarie              | Australie      | Médaille d'or     | 3 h 56 min 48 s |
| 2012  | Ironman 70.3 Singapore                   | Singapour      | Médaille d'or     | 3 h 54 min 49 s |
| 2010  | Coupe d'Asie - l'étape d'Incheon         | Corée du Sud   | Médaille d'or     | 1 h 56 min 55 s |
| 2009  | Coupe d'Asie - l'étape de Singapour      | Singapour      | Médaille d'or     | 1 h 56 min 17 s |
| 2009  | Coupe d'Asie - l'étape de Sendai Bay     | Japon          | Médaille d'or     | 1 h 51 min 58 s |